# Rhamphomyia albonigra
Rhamphomyia albonigra är en tvåvingeart som beskrevs av Frey 1950. Rhamphomyia albonigra ingår i släktet Rhamphomyia och familjen dansflugor. Inga underarter finns listade i Catalogue of Life.